# Ida Schöpfer
Ida Schöpfer, švicarska alpska smučarka, * 22. oktober 1929, Flühli, † 7. junij 2014.
Svoj največji uspeh kariere je dosegla na Svetovnem prvenstvu 1954, ko je osvojila naslova prvakinje v smuku in kombinaciji ter naslov podprvakinje v slalomu. Nastopila je na Olimpijskih igrah 1952.